# 韭部
韭部，為漢字索引中的部首之一，康熙字典214個部首中的第一百七十九個（九劃的則為第四個）。在傳統漢字與中文簡化字中，其都被歸為九劃部首。韭部只以左、右、下方為部字。且無其他部首可用者將部首歸為韭部。

## 部首單字解釋
學名：(Allium; tuberosum)即韭菜，百合科，多年生草本。鱗莖長型，簇生於根狀莖上，外皮網狀纖維質，葉不呈中空且細長而扁，花白色，繖形花序近球形，可供食用，味辛烈。參「韭」條目。葉和籽還可入藥。又作「韮」。

## 字形

小篆

## 名稱
- 漢語：韭部（jiǔbù，ㄐㄧㄡˇㄅㄨˋ）
- 日本：
- 韓國：

## 字例
（依Unicode排名）
| 除部首外之筆劃 | 字例 |
| -------------- | ---- |
| 0              | 韭   |
| 4              | 䪞   |
| 6              | 韯䪟 |
| 7              | 韰   |
| 8              | 韱   |
| 10             | 韲䪢 |
| 11             | 䪣   |
| 12             | 䪥䪤 |